# ACEPO FC
El ACEPO FC fue un equipo de fútbol de Costa Rica que jugó en la Segunda División de Costa Rica, la segunda división nacional.

## Historia
Fue fundado en el año 2004 en el cantón de Palmares de la provincia de Alajuela luego de adquirir la plaza de la AD Ciudad Colón. Era el equipo representante de la policía de Costa Rica, integrada principalmente por miembros del equipo de seguridad del gobierno.
En la primera mitad de la temporada 2004/05 terminó en sexto lugar de su grupo con cuatro victorias, cuatro empates y seis derrotas, pero en la segunda mitad del torneo solo ganaron un partido y perdieron los otros 13, la cual fue en la jornada 13 ante el Cartagena por 1-0. Apenas salvó la categoría por un punto sobre la AD San Lorenzo.
El equipo desaparecío al finalizar la temporada para cederle su lugar al AD Guanacasteca. En 2011 el club sería refundado con el nombre Mundo Peluche por razones de patrocinio en la Primera División de LINAFA, descendiendo en esa temporada y desaparece.

## Estadísticas
| Temporada | Liga             | División | J  | G | E | P  | GF | GC | Pts. |
| --------- | ---------------- | -------- | -- | - | - | -- | -- | -- | ---- |
| 2004/05   | Segunda División | 2        | 28 | 5 | 4 | 19 | 27 | 64 | 19   |